# Джон Геннінг Спік
Джон Геннінг Спік (4 травня 1827 — 15 вересня 1864) — офіцер британської індійської армії, дослідник Африки. 1858 року знайшов озеро Вікторія, а разом з тим і витік Білого Нілу.

## Біографія
Джон Спік народився 4 травня 1827 року в місті Бідефорд британського графства Девон. 1844 року був направлений служити в британську армію Індії, де взяв участь в Першій англо-сикхській війні. Згодом досліджував Гімалаї і Тибет.
У 1854 році вперше взяв участь у дослідницькій експедиції Річарда Френсіса Бертона в Сомалі. Однак експедицію всюди переслідували невдачі. В результаті нападу Бертон і Спік були серйозно поранені: в Спіка кілька разів встромили спис, а Бертону прокололи щоку. Однак обом мандрівникам вдалося врятуватися. Спік повернувся в Англію і, вилікувавшись, вирушив на Кримську війну.
У 1856 році Спік і Бертон організували нову експедицію, але вже в Східну Африку з метою відкриття Великих озер, які, за чутками, перебували в центрі континенту. Мандрівники також не втрачали надії знайти джерело Нілу, яке, ймовірно, знаходився в озері Малаві (або озері Ньяса). Експедиція була дуже складною. Її учасники страждали від тропічних захворювань. А Спік навіть тимчасово оглух, коли в його вухо потрапив жук (його вдалося витягнути тільки за допомогою ножа), а згодом — тимчасово осліп. Експедиції вдалося в лютому 1858 року відкрити озеро Танганьїка, помилково прийняте Бертоном за витік Нілу.

Через хворобу Бертона учасники були змушені затриматися в Таборі, звідки Спік самостійно вирушив до озера Ньянза, як його називали місцеві мешканці. Уже 30 липня 1858 року мандрівник відкрив це озеро, назвавши його «Вікторія» на честь британської королеви. Однак, велику кількість інформації, зібрану про озеро, не вдалося зберегти (в тому числі відомості про висоту і площу). Згідно ж припущеннями Спіка,  Вікторія була витоком Нілу, що категорично заперечував Бертон. 

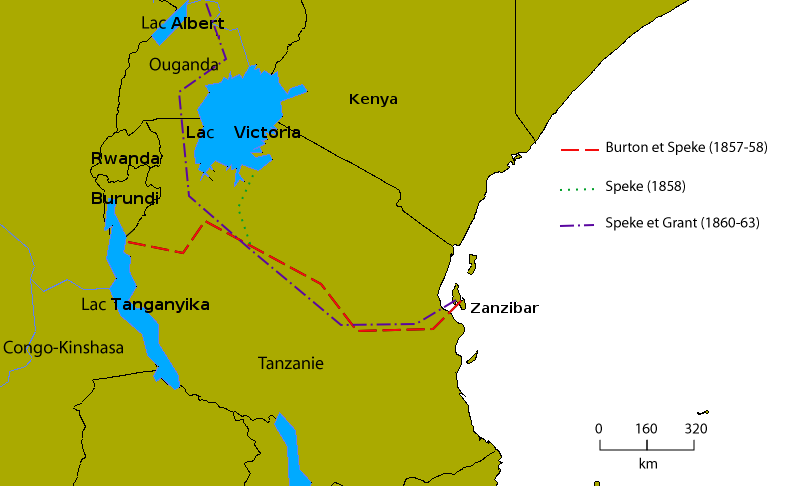
Маршрути експедицій Спіка.

У 1859 році Бертон був змушений затриматися в Адені. Не чекаючи його, Спік вирушив до Лондона, куди прибув 8 травня 1859 року, оголосивши громадськості (в тому числі Королівському географічному товариству) про відкриття витоку Нілу. Коли 21 травня на батьківщину повернувся Бертон, мандрівник сильно розлютився на Спіка, бо згідно з домовленостями вони повинні були разом виступити перед Географічним товариством. До того ж він заперечував ідею Джона про те, що озеро Вікторія було витоком Нілу. Надалі конфлікт був загостреним тим фактом, що Спіку доручили очолити власну експедицію, метою якої було досягти нільських витоків рухаючись вниз по річці, зв'язавши маршрут попередньої експедиції з маршрутами дослідників, які просувалися по Нілу з півночі. Бертона взяти участь в експедиції не запросили. Але, попри це, 13 червня 1859 року обидва мандрівники надали Королівському географічному товариству підготовлені спільно папери, присвячені експедиції.
У жовтні 1860 року, разом з Джеймсом Огастасом Грантом, Спік вирушив у нову експедицію, почавши її з острова Занзібар. Досягнувши в січні 1861 року міста Табора, мандрівники взяли курс на північно-північний захід в державу Карагве, а потім — в державу Буганда (Уганда). По дорозі учасники відкрили вулканічні гори Мфумбіро (Муфумбіро, Вірунга), які височіли далеко на заході, на території Руанди. Одночасно британські мандрівники відкрили річку Кагера, головну притоку озера Вікторія. У січні 1862 року Спік вирушив до Буганди, але вже без Гранта, який через хворобу затримався в Карагве. У лютому дослідник досяг резиденції короля Буганди, де провів близько пів року: тільки в травні до нього приєднався Грант. Тут мандрівники розділилися на дві групи: Грант рушив на північний захід, а Спік — на схід. 28 липня 1862 року останній досяг озера Вікторія. Згодом Спіку вдалося повторно відкрити головну притоку озера — річку Кагера, при цьому мандрівник встановив місце виходу річки Вікторія-Ніл. Спустившись вниз по річці, Спік об'єднався з групою Гранта, допливши до міста Гондокоро в південній частині Судану, де зустрів англійського мандрівника Семюела Бейкера. Потім експедиція допливла до Александрії, звідки до Лондона було надіслано телеграма  «The Nile is settled»  (в перекладі з англійської мови  «З Нілом все гаразд»). У червні 1863 року мандрівники були вже на батьківщині.

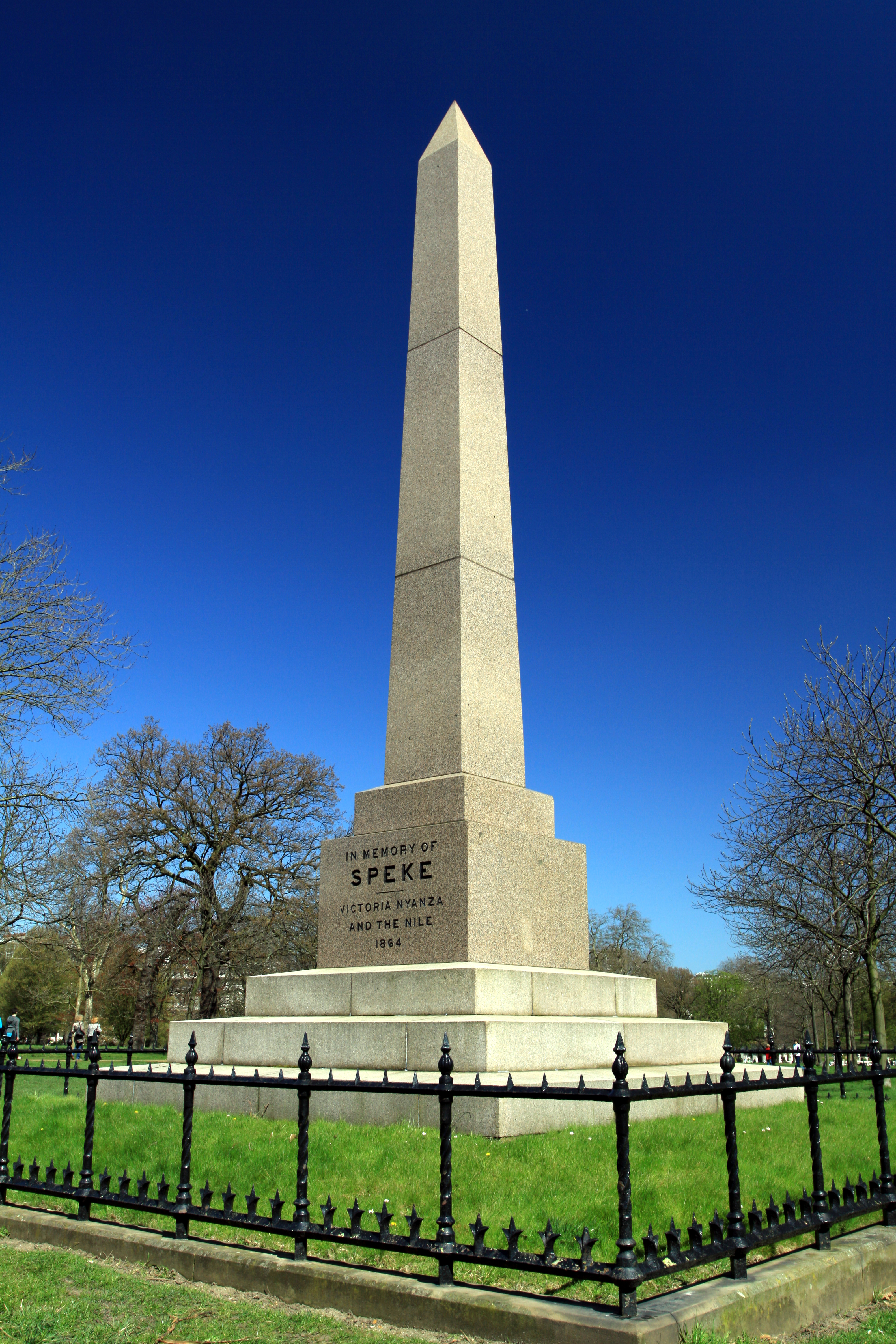
Обеліск Спіка в Кенсінгтонських садах у Кенсингтонському палаці.

Проте суперечка навколо витоку Нілу не була вирішена. Бертон і декілька інших дослідників скептично поставилися до відкриттів Спіка, останній у запалі звинуватив свого товариша в гомосексуальності. На 18 вересня 1864 року в місті Бат були спеціально призначені дебати між двома дослідниками. Бертон збирався відштовхуватися від тієї думки, що озеро Вікторія складалося з двох відокремлених озер. Крім усних даних у Спіка не було доказів іншої точки зору.
Вранці, напередодні дебатів, стало відомо, що Джон Геннінг помер від вогнепального поранення, яке було нанесено самим мандрівником під час полювання. Залишається невідомим, чи було це нещасним випадком або самогубством.
У 1990 році в США був знятий біографічний фільм про Спіка — «Місячні гори». На честь мандрівника названо один з піків в горах Рувензорі (Уганда).